# Раш, Бобби
Бобби Ли Раш (англ. Bobby Lee Rush; 23 ноября 1946, Олбани, Джорджия) — американский политик, член демократической партии, конгрессмен нижней палаты США от Первого избирательного округа штата Иллинойс.
Этот округ расположен в южной части Чикаго, которую населяет наибольший процент чернокожего (65 %) населения среди всех избирательных округов по стране. Бобби Раш — единственный человек, победивший президента Барака Обаму в выборах на государственные должности, когда Обама вызвал его на праймериз в 2000 году. Также Раш входит в организацию, представляющую темнокожих конгрессменов США.
3 января 2022 года объявил, что не будет переизбираться на новый срок.